# Jerry Wahlforss
Jerry Wahlforss, född 24 maj 1975 i Helsingfors, är en finländsk skådespelare och producent. Sedan 2007 tillhör han Åbo svenska teaters fasta ensemble efter att bland annat ha medverkat i uppsättningarna som De 39 stegen, Jesus Christ Superstar och Stormskärs Maja.

## Biografi
Wahlforss utbildades till skådespelare på Teaterhögskolan i Helsingfors 1997-2001. Han tillhör den fasta ensemblen på Åbo Svenska Teater och är dessutom ägare och producent på Media Alert / Zot films 
Förutom teatern har Wahlforss också medverkat i TV och film.

## Filmografi (urval)
- 2002 – Kuutamolla
- 2003 – Vieraalla maalla
- 2004 – Framom främsta linjen
- 2005 – Fruset land

## Teater

### Roller (ej komplett)
| År   | Roll        | Produktion                | Regi        | Teater             |
| ---- | ----------- | ------------------------- | ----------- | ------------------ |
| 2016 | Edvard VIII | Kungens tal David Seidler | Pekka Sonck | Åbo Svenska Teater |